# Arganthonios
Koning Arganthonios van Tartessos  werd volgens Herodotus 120 jaar oud en was 80 jaar koning van Tartessos (620-550 v.Chr.). Zijn rijk bestreek het hele huidige Andalusië.
Zijn naam is mogelijk afgeleid van het Spaans-Keltische woord argan wat zilver betekent. Arganthonios zou dan zoiets als man van zilver betekenen. Volgens de legenden was Tartessos dan ook enorm rijk aan zilver en andere metalen. De Grieken kwamen voor het eerst rechtstreeks in contact met Tartessos tijdens de regering van Arganthonios toen een Grieks schip door een storm ver naar het westen afdreef en in de stad terechtkwam. Verschillende maanden werd de bemanning met koninklijke weelde vermaakt en ten slotte vertrokken ze met het ruim vol edelmetalen. Ze kregen zelfs 1,5 ton zilver mee om te betalen voor de versteviging van de stadsmuren van hun thuishaven tegen de Perzen. Tevens nodigde Arganthonios hen en hun landgenoten uit om terug te komen om zich in zijn rijk te vestigen. Arganthonios had dus veel sympathie voor deze Griekse handelaren die de stad bezochten en  vele Grieken namen deze uitnodiging aan en stichtten verscheidene nieuwe nederzettingen in Zuid-Spanje. De bekendste van deze Griekse kolonies was Mainaka, het huidige Málaga.
Een rationele verklaring voor Arganthonios' uitnodiging van de Grieken was waarschijnlijk dat hij bondgenoten kon gebruiken tegen de opdringende Feniciërs en Carthagers (ook Feniciërs). In een door Herodotus genoemde zeeslag tussen de Grieken en de verbonden Etrusken en Carthagers sneuvelde Argonthonios. De Grieken wonnen weliswaar maar verloren zoveel schepen dat ze hun ambities in Zuid-Spanje opgaven. Kort daarna werden de Griekse kolonies in dit gebied overgenomen door de Carthagers en verdween Tartessos uit beeld. Mogelijk was deze zeeslag de slag bij Alalia, voor de kust van Corsica bij het huidige Aléria.
Het ligt voor de hand dat er een taalbarrière was tussen de inwoners van Tartessos en de Griekse ontdekkingsreizigers. Mogelijkerwijze is er zo een misverstand ontstaan dat de hoge leeftijd van Arganthonios kan verklaren. Een eerste hypothese stelt dat meerdere, opeenvolgende koningen van Tartessos de naam Arganthonios hadden. Een tweede hypothese gaat ervan uit dat de naam Arganthonios geen persoonsnaam is, maar een titel (bijvoorbeeld 'koning'). Tussen de Griekse missies waar Herodotos weet van had lagen meerdere decennia. Aangezien wellicht niemand van de opvarenden op de tweede missie ook de eerste ontmoeting had meegemaakt, is het mogelijk dat de Grieken twee verschillende koningen ontmoet hebben, maar door de weerkerende naam of titel meenden dat het om dezelfde persoon ging als de eerste keer.